# Przełęcz San Francisco
Przełęcz San Francisco (hiszp. Paso de San Francisco) – przełęcz położona w Andach Środkowych, na północ od masywu Ojos del Salado, na granicy Chile i Argentyny. Wznosi się na wysokość 4726 m n.p.m. Przez przełęcz prowadzi ważna droga łącząca Córdobę w Argentynie z Copiapó w Chile.